# Mottingham
Mottingham er et område i det sydøstlige London, England, der ligger på grænsen af både London Borough of Bromley og Royal Borough of Greenwich. Det ligger omkring 2 km sydvest for Eltham. Historiske har det været en del af countiet Kent.
Den tidligste kilde til Mottingham stammer fra 862, hvor den kaldes Modingahema.

## Notable beboere
- W.G. Grace, cricketspiller[1][2]
- Eric Liddell, atlet og missionær[3]
- Denis Healey, politiker[4]
- Rob Beckett, stand-up komiker[5]
- Sir John Bertram Adams, læge[6][7]
- Jeffrey Lawal-Balogun, atlet[8]
- Charles Folkard, illustrator[9]